# David Lamar McDonald
David Lamar McDonald, ameriški admiral, * 12. september 1906, Maysville, Georgia, Združene države Amerike, † 16. december 1997, Jacksonville Beach, Florida.
V času vietnamske vojne je služil kot 17. poveljnik mornariških operacij ameriškega ministrstva za mornarico (Department of the Navy).